# Diskrete lineare L1-Approximation
Bei der diskreten linearen l1-Approximation wird in der Mathematik eine vorgegebene reellwertige Funktion {\displaystyle f} durch einfachere stetige Funktionen in diskreten Punkten bezüglich der l1-Norm angenähert.

## Problemstellung
Gegeben seien
- eine feste endliche Menge {\displaystyle X_{m}=\{x_{1},x_{2},\ldots ,x_{m}\}}, die in einem reellen Intervall {\displaystyle I} liegt
- eine reellwertige Funktion {\displaystyle f}, die auf {\displaystyle X_{m}} definiert ist: {\displaystyle f:X_{m}\rightarrow \mathbb {R} }
- {\displaystyle n} stetige reellwertige Funktionen {\displaystyle \Phi _{1},\Phi _{2},\ldots ,\Phi _{n}} mit {\displaystyle n\leq m}, die auf dem Intervall {\displaystyle I} definiert sind.

Die Funktion {\displaystyle f} soll auf der Menge {\displaystyle X_{m}} im Sinne der l1-Norm möglichst gut durch eine Linearkombination der stetigen Funktionen {\displaystyle \Phi _{i}} approximiert werden. Das heißt, unter den Vektoren {\displaystyle a=(a_{1},a_{2},\ldots ,a_{n})^{T}} wird derjenige Vektor {\displaystyle a^{*}} gesucht, für den gilt:
{\displaystyle \sum _{i=1}^{m}\left|f(x_{i})-L(a^{*},x_{i})\right|\leq \sum _{i=1}^{m}\left|f(x_{i})-L(a,x_{i})\right|}
mit
{\displaystyle L(a,x):=L(a_{1},a_{2},\ldots a_{n};x):=\sum _{j=1}^{n}a_{j}\Phi _{j}(x)}
und {\displaystyle a_{j}\in \mathbb {R} .}
Zugrunde liegt die l1-Norm, ein Spezialfall der lp-Norm mit {\displaystyle p=1}, die auch unter dem Namen Betragssummennorm bekannt ist:
{\displaystyle \|x\|_{1}:=\sum _{i=1}^{n}|x_{i}|}
Es wird also die Summe der Fehlerbeträge in den einzelnen Punkten {\displaystyle x_{i}} minimiert.

## Formulierung als lineares Optimierungsproblem
Durch geeignete Umformulierung lässt sich das Problem als lineares Optimierungsproblem darstellen und mit den entsprechenden Methoden, etwa dem Simplex-Verfahren, lösen.
Mit den Abkürzungen
{\displaystyle f_{n}:=f(x_{i})}
{\displaystyle \Phi _{ji}:=\Phi _{j}(x_{i})}
{\displaystyle r_{i}=r_{i}(a):=f(x_{i})-L(a,x_{i})}
lässt sich das Problem schreiben als:
Minimiere {\displaystyle z=\sum _{i=1}^{m}|r_{i}(a)|}
unter den Nebenbedingungen
{\displaystyle f_{i}=L(a,x_{i})+r_{i}}   für   {\displaystyle i=1,2,\ldots ,m}   und
{\displaystyle a\in \mathbb {R} ^{n}.}
Um das Problem mit der Simplexmethode lösen zu können, muss noch die Zielfunktion linearisiert werden. Dazu setzt man
{\displaystyle r_{i}=u_{i}-v_{i}}   für   {\displaystyle i=1,2,\ldots ,m}
mit {\displaystyle u_{i},v_{i}\geq 0} und erhält schließlich ein lineares Optimierungsproblem, das mit dem Simplex-Verfahren gelöst werden kann:
Minimiere {\displaystyle z=\sum _{i=1}^{m}(u_{i}+v_{i})}
unter den Nebenbedingungen
{\displaystyle f_{i}=\sum \limits _{j=1}^{n}a_{j}\Phi _{ji}+u_{i}-v_{i}}   für   {\displaystyle i=1,2,\ldots ,m}
{\displaystyle u_{i},v_{i}\geq 0}
{\displaystyle a_{j}}   freie Variable für   {\displaystyle j=1,2,\ldots ,n}

## Nicht-Eindeutigkeit von Lösungen
Die Lösung ist nicht immer eindeutig, wie das folgende Beispiel zeigt:
Sei {\displaystyle X_{m}=X_{2}=\{0,1\}}, also {\displaystyle m=2,}
{\displaystyle f(x)={\begin{cases}1,&{\text{wenn}}\;x=0\\-1,&{\text{wenn}}\;x=1\end{cases}}}
und {\displaystyle \Phi _{1}(x)=1,} also {\displaystyle n=1.}
Dann ist jede Funktion {\displaystyle L(a,x)=a_{1}} mit {\displaystyle -1\leq a_{1}\leq +1} eine beste Approximation, es gibt also beliebig viele Lösungen.

## Nutzen der l1Approximation
Ian Barrodale beobachtete in L1-approximation and the analysis of data (siehe Literatur) folgende Eigenschaft: Treten in einer Messreihe in wenigen der Messwerte große Messfehler auf, dann werden diese schlechten Werte in vielen Fällen von einer optimalen Lösung der l1 Approximation erkannt und ignoriert. Das heißt, an diesen Stellen ergibt sich im Verhältnis zu den "fast richtigen" Werten ein wesentlich größerer Fehler
{\displaystyle |f(x_{i})-L(a^{*},x_{i})|.}
Dagegen fallen solche "großen Messfehler" etwa bei einer l2 Approximation oder einer l∞ Approximation nicht auf und verschlechtern die gesamte Lösung. Daher empfiehlt Barrodale, zunächst mittels einer l1 Approximation die schlechten Werte ("wild points") zu erkennen und diese dann fortzulassen oder durch bessere Werte zu ersetzen. Danach könnte eine Approximation in der gewünschten Norm erfolgen.